# 近いうち解散

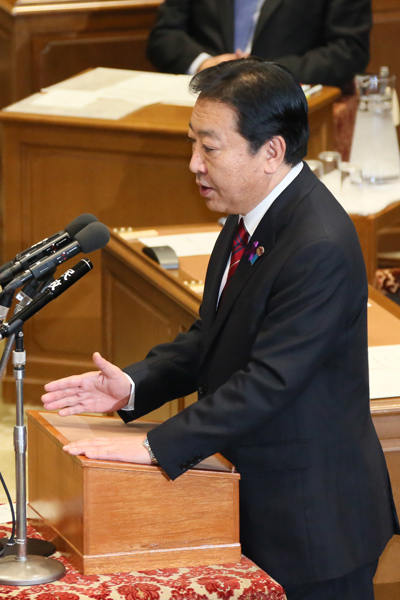
2012年11月14日、党首討論での内閣総理大臣野田佳彦。近いうちに衆議院を解散すると表明

近いうち解散（ちかいうちかいさん）とは、2012年（平成24年）11月16日に行われた衆議院解散のことである。別名として、『三党合意解散』、『消費税増税解散』、『社会保障と税の一体改革解散』などともいわれることもある。

## 経緯

### 背景
2009年の衆議院解散に伴う総選挙での大勝により政権交代を果たした民主党・社民党・国民新党の連立政権であったが、その後3年の間に鳩山由紀夫から菅直人、野田佳彦と内閣総理大臣が総選挙を経ずに交替した。また、2010年5月に社民党が各種問題から連立政権を離脱し、この間に行われた第22回参議院議員通常選挙（2010年7月）で民主党・国民新党の連立政権は過半数を確保することができず、ねじれ国会の状況が生じていた。

### 一体改革関連法成立まで
第95代内閣総理大臣の野田は、2012年1月24日召集の第180回国会において「消費税増税を含む社会保障と税の一体改革の実現」を内閣の重要政策課題に掲げ、2度の内閣改造（野田第1次改造内閣・野田第2次改造内閣）を断行し6月26日の衆議院本会議で民主・自民・公明の3党の賛成により可決したものの、消費税増税に反対する小沢グループの離反と新党「国民の生活が第一」への分裂を招く事態となっていた。国民の生活が第一は消費税増税に反対する他の野党（日本共産党、社民党、みんなの党、新党きづな、新党日本、新党大地・真民主）と共闘し、8月7日に衆議院に内閣不信任決議案を、参議院に首相問責決議案を提出して、徹底抗戦の構えを見せた。
野田は内閣不信任決議案・問責決議案の否決と参議院での法案の可決・成立を目指して自民・公明の協力を得るべく、8月8日に野田首相（民主党代表）、谷垣禎一自由民主党総裁、山口那津男公明党代表の3党首会談が行われた。この席上、野田は「社会保障・税一体改革関連法案が成立した後、近いうちに国民の信を問う（＝衆議院を解散する）」と発言し、これが3党首の合意を得たことで、一体改革関連法案成立後の遠くない時期に、解散総選挙が行われるとの観測が一気に強まった。

### 「近いうち」発言の後
しかし野田は、8月9日の内閣不信任決議案の否決、8月10日の法案成立後も解散に向けた動きを一向に見せず、逆に民主党幹事長の輿石東が「（9月の民主党代表選挙や同月の自民党総裁選挙で）首相あるいは谷垣自民党総裁が交代すれば（3党合意の）効力を失う」「今国会で解散できる状況にはない。（会期末の）9月8日までに必ずやっておかなければならない法案があり難しい」などと早期の解散を否定する発言を繰り返したことに自民・公明が反発。両党は速やかな解散を求めて8月28日に首相問責決議案を参議院に提出した。調整の結果、最終的に自民党が7野党共同提出の案に同調する形となり、8月29日に行われた採決で、三党合意を批判する文案に反発した公明党を除く野党の賛成多数で問責決議案が可決成立した。これにより国会は機能停止状態に陥り、その結果として平成24年度予算の財源となる赤字国債を発行するための特例公債法案が成立しないまま9月8日に会期末を迎えて閉会となったことで、このままでは年末にも財源が枯渇しかねない状況に陥ることとなった。民主党は特例公債法案の可決と、通常国会で継続審議となった『一票の格差』の是正を目指すべく10月29日に第181回国会を召集した。しかし、野田首相への問責決議案可決を理由に野党側が参議院での所信表明演説を拒否するなど、異例の展開となった。11月13日には特例公債法案について、民主・自民・公明の3党で成立に向けた合意が図られる中で、11月14日に党首討論（国家基本政策委員会）が開かれることとなった。

### 解散へ
最初の論戦は、野田首相と、9月の総裁選挙で谷垣の後任として選出された安倍晋三自民党総裁との間で行われた。安倍が「私たちは約束を果たし、社会保障と税の一体改革に関する法律は成立をいたしました」「勇気を持って速やかな解散の決断をしていただきたい」と解散時期の明言を求めると野田は当初「谷垣総裁を騙そうなどという気持ちは全くありません。近いうちに国民の皆様の信を問うと言った事には嘘はありませんでした」「私は、小学校時代の通知表の講評のところに、野田君は正直の上に馬鹿が付くと書いてありました。それを見て、おやじは喜んでくれました」と自分の誠実さを述べながらも「一票の格差と定数削減、これも今国会中に実現をする、それをぜひお約束していただければ、きょう、近い将来を具体的に提示させていただきたいと思います」と解散時期の明言は避けていた。これに対し、安倍が「私たちは、特例公債について賛成をする、そういう決断をして、既に御党も承知のはずであります。審議を当然今進めております」「まずは0増5減、定数是正、そして憲法違反の状況を解消する。直ちに皆さんがこれに賛成すれば、もう明日にもこれは成立をしますよ。決断してください」と解散の決断をさらに要求した。
ここで野田は「我々は、自分たちが出している衆議院議員定数削減法案に御賛同をいただきたい」「御決断をいただくならば、私は今週末の16日に解散をしてもいいと思っております。ぜひ国民の前に約束してください」と、初めて11月16日という具体的な解散日時を明らかにして、その引き替えとして安倍に対して民主党の衆議院議員定数削減案（小選挙区0増5減・比例区定数40減）への同意を迫った。突然の解散日時明言（それも今行われている党首討論の翌々日）という急展開に「定数の削減あるいは選挙制度の改正、今、私と野田さんだけで決めていいんですか」と戸惑いを見せた安倍に対し、野田は「私は、いずれにしてもその結論を得るため、後ろにもう区切りをつけて結論を出そう。16日に解散をします。やりましょう、だから」とさらに畳みかけた。最終的に、野田の要求に安倍が「今、総理、16日に選挙をする（原文ママ）、それは約束ですね。約束ですね。よろしいんですね。よろしいんですね」「16日に解散をしていただければ、そこで、皆さん、国民の皆さんに委ねようではありませんか。どちらが政権を担うにふさわしいか、どちらがデフレを脱却し、そして経済を力強く成長させていくにふさわしいか、そのことを判断してもらおうではありませんか」と応じたことにより、11月16日の衆議院解散が事実上決まった。
11月16日、政府は午前の閣議で衆議院の解散を閣議決定、午後の衆議院本会議にて解散が行われた。8月8日の『近いうち』発言から、ちょうど100日目のことであった。
なお、自民党以外の内閣総理大臣による衆議院の解散は、日本民主党所属だった鳩山一郎による天の声解散（1955年1月24日）以来57年ぶりであり、2020年現在も1955年11月15日の自民党発足以降で唯一の例である。また、解散の引き金となった衆議院定数の見直しについては、小選挙区定数の「0増5減」が解散前の11月15日に衆議院本会議で可決、16日に参議院でも可決し成立した（同時に提出された比例区定数40減は参議院で可決せず）が、新たな選挙区の線引きが間に合わないため、この解散に伴い執行された12月16日の第46回衆議院議員総選挙には間に合わず、いわゆる『一票の格差』が「違憲状態」のままでの解散総選挙となった。
また、解散を前後して「民主党」から閣僚経験者である山田正彦元農水相、小沢鋭仁元環境相を始め、11人もの議員が相次いで離党し、新党へと合流した。この結果、民主党政権は解散を待たずして少数与党に転落した。

## マスメディア・政治家などによる解散命名
今般の解散に際しては各党の政治家などからさまざまなネーミングが披瀝されている。

### マスメディアなどによる呼び名
- 近いうち解散 - [16][17]。

### 野党側各政治家による呼び名
- 自由民主党幹事長・石破茂 - 近いうちじゃなかった『近いうち解散』。解散直後に発言。野田の発言「近いうちに国民の信を問う」について、「『近いうち』の約束が履行されたと思う人はほとんどいない」として[17]。
- 公明党代表・山口那津男 - 寄り切り解散。解散直後に発言。「我々が首相と民主党を寄り切り、追いつめた」として[17]。
- 国民の生活が第一代表・小沢一郎 - 皆殺し解散。解散直後に発言。野田が野党側による「野田降ろし」に先手を打つ形で解散を決めたが、民主党の議席は激減するとの読みから[17]。

### 与党側各政治家による呼び名
- 外務大臣・玄葉光一郎 - バカ正直解散。解散直後に発言。先述のように11月14日の党首討論で野田が小学生時代に「正直の上に馬鹿がつく」と講評されたことや、嘘をつくつもりはなかったことを発言したのを受けて[17]。
- 文部科学大臣・田中眞紀子 - 自爆テロ解散。総選挙後に発言。「解散時期が適切ではなかった。独りよがりで周りの意見を聴かず、他人の土俵に乗ってしまった」「惨敗するだろうと思っていたが、その通りになった」として[18]。

## 選挙日
- 2012年（平成24年）12月16日（日）

## その他
- 8月8日に野田が発言した「近いうち・・・」は、同年の新語・流行語大賞でノミネートされ、トップ10入りを果たした[19]。